# Kirani James
Kirani James, född 1 september 1992, är en grenadisk kortdistanslöpare på 200 och 400 meter. Han blev 2011 världsmästare på 400 meter i Daegu.

## Karriär
Vid olympiska sommarspelen 2020 i Tokyo tog James brons på 400 meter efter ett lopp på 44,19 sekunder. I juli 2022 vid VM i Eugene tog James silver på 400 meter efter ett lopp på 44,48 sekunder.

## Personbästa
| Tävling             | Tid (sekunder) | Arena                        | Datum            | Ref         |
| ------------------- | -------------- | ---------------------------- | ---------------- | ----------- |
| 200 meter (utomhus) | 20.41          | El Paso, Texas, USA          | 16 april 2011    | [ 3 ]       |
| 200 meter (inomhus) | 20.58          | Albuquerque, New Mexico, USA | 21 januari 2011  | [ 4 ] [ 5 ] |
| 400 meter (utomhus) | 43.74          | Lausanne, Schweiz            | 3 juli 2014      |             |
| 400 meter (inomhus) | 44.80          | Fayetteville, Arkansas, USA  | 27 februari 2011 | [ 6 ]       |